# San Giuseppe Jato
San Giuseppe Jato is een gemeente in de Italiaanse provincie Palermo (regio Sicilië) en telt 8662 inwoners (31-12-2004). De oppervlakte bedraagt 29,5 km², de bevolkingsdichtheid is 294 inwoners per km².

## Demografie
San Giuseppe Jato telt ongeveer 2945 huishoudens. Het aantal inwoners daalde in de periode 1991-2001 met 11,7% volgens cijfers uit de tienjaarlijkse volkstellingen van ISTAT.
| Jaar | Inwoneraantal |
| ---- | ------------- |
| 1991 | 9460          |
| 2001 | 8349          |

## Geschiedenis
Ook na de verovering van Sicilië door de Normandiërs bleef Jato een belangrijk bolwerk van de Saracenen. De burcht van Jato had de reputatie onneembaar te zijn. In 1222 veroverde keizer Frederik II na een belegring van twaalf weken. Hij liet de emir van Jato, Mohammed ibn-Abbad, samen met zijn zonen ombrengen. Na het vertrek van de keizer wisten Saracenen de burcht en de stad weer in te nemen waarbij ze het hele garnizoen doodden. Na het neerslaan van de opstand werd de islamitische bevolking naar het vasteland van het koninkrijk Sicilië gedeporteerd.

## Geografie
San Giuseppe Jato grenst aan de volgende gemeenten: Monreale, San Cipirello.

San Giuseppe Jato

Alia · Alimena · Aliminusa · Altavilla Milicia · Altofonte · Bagheria · Balestrate · Baucina · Belmonte Mezzagno · Bisacquino · Blufi · Bolognetta · Bompietro · Borgetto · Caccamo · Caltavuturo · Campofelice di Fitalia · Campofelice di Roccella · Campofiorito · Camporeale · Capaci · Carini · Castelbuono · Casteldaccia · Castellana Sicula · Castronovo di Sicilia · Cefalà Diana · Cefalù · Cerda · Chiusa Sclafani · Ciminna · Cinisi · Collesano · Contessa Entellina · Corleone · Ficarazzi · Gangi · Geraci Siculo · Giardinello · Giuliana · Godrano · Gratteri · Isnello · Isola delle Femmine · Lascari · Lercara Friddi · Marineo · Mezzojuso · Misilmeri · Monreale · Montelepre · Montemaggiore Belsito · Palazzo Adriano · Palermo · Partinico · Petralia Soprana · Petralia Sottana · Piana degli Albanesi · Polizzi Generosa · Pollina · Prizzi · Roccamena · Roccapalumba · San Cipirello · San Giuseppe Jato · San Mauro Castelverde · Santa Cristina Gela · Santa Flavia · Sciara · Scillato · Sclafani Bagni · Termini Imerese · Terrasini · Torretta · Trabia · Trappeto · Ustica · Valledolmo · Ventimiglia di Sicilia · Vicari · Villabate · Villafrati